# Weifang
Weifang (chiń. 潍坊; pinyin Wéifāng) – miasto o statusie prefektury miejskiej we wschodnich Chinach, w prowincji Szantung. W 2010 roku liczba mieszkańców miasta wynosiła 422 040. Prefektura miejska w 1999 roku liczyła 8 400 415 mieszkańców. Światowe centrum produkcji latawców (corocznie wiosną organizowany jest międzynarodowy festiwal) i innych wyrobów rzemiosła artystystycznego; ośrodek różnorodnego górnictwa (szafiry), rybołówstwa oraz przemysłu maszynowego, włókienniczego, spożywczego, elektronicznego, elektrotechnicznego, precyzyjnego i informatycznego; w mieście pozyskuje się i przetwarza sól z wody morskiej (kompleks solno-bromowy).

## Miasta partnerskie
- Pueblo, Stany Zjednoczone
- Olsztyn, Polska[4]